# Diane Gashumba
Diane Gashumba és una pediatra, administradora mèdica i política ruandesa. És l'actual ministra de Salut de Ruanda des del 4 d'octubre de 2016.
Té una llicenciatura i un doctorat en medicina, especialitzat en pediatria, Segons el web del ministeri de salut de Ruanda ha estat practicant la medicina durant 17 anys fins 2016. Durant un període de tres anys va exercir com a directora mèdica dels Hospitals Kibagabaga i Muhima Hospitals. Entre 2010 i 2016 va treballar amb una projecte de salut materna finançada per USAID per cobrir 23 dels 30 districtes de Rwanda.
Del 26 de març de 2016 fins al 4 d'octubre 2016 va servir en el govern de Ruanda com a ministra de gènere i protecció de la família. Deixà el càrrec quan fou nomenada Ministra de Salut.